# کوئیتاک (تگزاس)
کوئیتاک، تگزاس(به انگلیسی: Quitaque, Texas) شهری در ایالت تگزاس از ایالات جنوبی ایالات متحده آمریکا است. در سرشماری سال ۲۰۰۰، جمعیت این شهر ۴۳۲ نفر اعلام شد.